# Бињ Зуонг
Бињ Зуонг (виј. Bình Dương) је једна од 58 покрајина Вијетнама. Налази се у региону Југоисток (Вијетнам). Заузима површину од 2.696,2 km². Према попису становништва из 2009. у покрајини је живело 1.481.550 становника. Главни град је Ту Зау Мот.